# Leptotarsus angusticosta
Leptotarsus angusticosta är en tvåvingeart som först beskrevs av Alexander 1923.  Leptotarsus angusticosta ingår i släktet Leptotarsus och familjen storharkrankar. Inga underarter finns listade i Catalogue of Life.